# Mieszków (województwo dolnośląskie)
Mieszków – wieś w Polsce położona w województwie dolnośląskim, w powiecie polkowickim, w gminie Gaworzyce.

## Podział administracyjny
W latach 1975–1998 miejscowość administracyjnie należała do województwa legnickiego.

## Nazwa
Nazwa pochodzi od staropolskiego imienia męskiego Mieszko. W 1295 w kronice łacińskiej Liber fundationis episcopatus Vratislaviensis (pol."Księdze uposażeń biskupstwa wrocławskiego") miejscowość wymieniona jest w zlatynizowanej formie Meschowo.

## Zabytki
Do wojewódzkiego rejestru zabytków wpisany jest:
- zespół dworski, z końca XVIII-XX w.:
  - dwór
  - obora